# Début de soirée
Début de soirée est un groupe de dance-pop française, originaire de Provence-Alpes-Côte d'Azur. Entre 1988 et 2011, il est composé de Sacha Goëller, directeur d'antenne d’une radio locale à Marseille et William Picard, DJ dans un club de la région d'Aix-en-Provence. Le groupe connait un énorme succès en 1988 avec le titre Nuit de folie. En 2011, les membres, à la suite de désaccords, décident de se séparer et de continuer leurs carrières respectives chacun de leurs côtés.

## Biographie
Le premier disque du groupe, Mister DJ, sort en 1987 sous le nom Yankee,, mais ne rencontre aucun succès. Sacha Goëller et William Picard, DJs de leur vrai métier, animaient les soirées des boîtes de nuit du sud de la France.
En 1988, sort Nuit de folie, disque qui réalise la meilleure vente de 45 tours de l'année 1988 en France avec 1 500 000 exemplaires. En fin d'année, le duo connaît à nouveau un grand succès avec le single suivant La Vie la nuit, qui se vend à plus de 500 000 exemplaires et se classe deuxième au Top 50. Nuit de folie, composée dès 1984, n'eut d'abord aucun succès. Les arrangements de la version la plus connue de 1988 proviendraient d'une chanson de Patty Ryan dont le titre est You're My Love, You're My Life.
Afin de changer de registre, Début de Soirée sort en juin 1989 une ballade, Jardins d'enfants, qui s'écoule à près de 200 000 copies et se classe 5e au Top 50. Parallèlement, sort leur premier album, du même nom, qui atteint la 12e place au Top Albums. En décembre 1989 sort un quatrième 45 tours, Chance. Si le succès est toujours au rendez-vous (près de 100 000 exemplaires, 30e place au Top 50), on sent néanmoins s'amorcer un déclin, qui se confirme avec le dernier extrait de l'album qui effleure à peine le Top 50 : une version remixée de Belles ! Belles ! Belles !, créée à l'origine à la demande de Jean-Pierre Foucault pour l'émission Sacrée Soirée. Cette chanson se classe 49e au Top 50.
En 1991, le duo tente un retour avec un nouveau single, De révolutions en satisfactions, qui précède l'album Passagers de la nuit. Mais sans succès. Pour tenter de faire frétiller les ventes, l'album est réédité avec deux inédits, dont Tous les paradis qui sort en single, mais le duo n'arrive plus à remonter dans les charts. Le dernier album du groupe date de 1996. Intitulé Faut pas exagérer, il restera lui aussi confidentiel, et le single Anges gardiens ne sera pas commercialisé.
En 2004, le groupe se sépare. Sacha étant occupé à Barcelone, William continue seul accompagné de deux jeunes filles. Deux compilations sont parues en 2008 et 2009, intitulées respectivement Nuit de folie et Best of de folie. Le groupe se reforme pour participer à la tournée à succès RFM Party 80, où sont interprétés Nuit de folie et La vie la nuit. Le film Stars 80, produit par Thomas Langmann et sorti en 2012, raconte de manière humoristique l’aventure de cette tournée à succès qui a réuni presque deux millions de spectateurs. Les membres du groupe y jouent leur propre rôle.
Le groupe se sépare officiellement en 2011, les deux interprètes poursuivant leur carrière séparément. Sacha Goëller, l’un des deux membres de ce groupe, explique l’origine de cette rupture en décembre 2019 à Thierry Cadet lors d'une interview réalisée pour Melody. Il se plaint d’avoir été « arnaqué » par son ancien partenaire, William Picard,.

## Discographie

### Albums studio
- 1989 : Jardins d'enfants
- 1991 : Passagers de la nuit
- 1991 : Tous les paradis (réédition de Passagers de la nuit complétée de deux inédits)
- 1996 : Faut pas exagérer

### Singles
- 1987 : Mister DJ (sous le nom Yankee)
- 1988 : Nuit de Folie (1er des charts français) (x 9)
- 1989 : La Vie la nuit (2e des charts français)
- 1989 : Jardins d'enfants (5e des charts français)
- 1989 : Chance (30e des charts français)
- 1990 : Belles ! Belles ! Belles ! (49e des charts français)
- 1991 : De révolutions en satisfactions
- 1991 : Tous les paradis
- 1995 : Nuit de folie remix dance club
- 1996 : Anges gardiens
- 2000 : Nuit de folie (edit radio 99) (72e des charts français)

### Compilations
- 1996 : Best of
- 1996 : The Very Best of
- 1999 : Collection légende
- 2008 : Nuit de folie
- 2009 : Best of de folie (avec un DVD de tous leurs clips et un CD collector)
- 2011 : Référence 80